# Römische Campagna (Lovis Corinth)

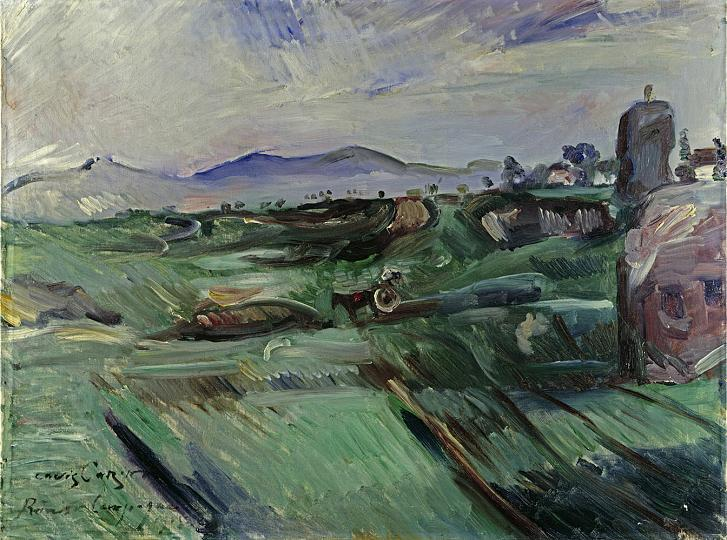
„Römische Campagna“, 1914 von Lovis Corinth gemalt, 1933 von Curt Glaser zwecks Emigration versteigert, 2007 restituiert

Römische Campagna ist der Titel eines von Lovis Corinth 1914 geschaffenen Ölgemäldes auf Leinwand in den Maßen 71,5 cm × 96 cm. 2007 wurde es von der Landeshauptstadt Hannover restituiert.

## Geschichte

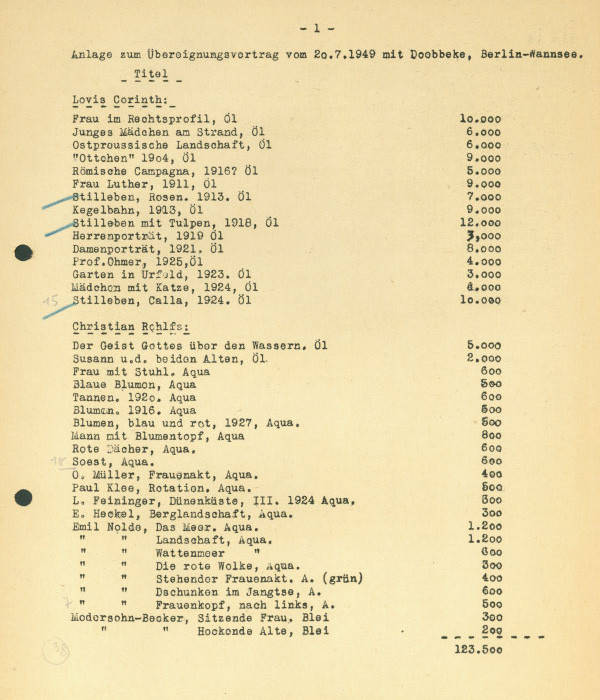
„Anlage zum Übereignungsvertrag vom 20. Juli 1949 mit Doebbecke, Berlin-Wannsee“; unter „Lovis Corinth“ die Position fünf: „Römische Campagna“;
Dokument aus dem Besitz des Stadtarchivs Hannover

Vor der Machtergreifung durch die Nationalsozialisten im Jahr 1933 gehörte das Gemälde in die – private – Sammlung des Direktors der staatlichen Kunstbibliothek Berlin, Curt Glaser. Auch Glaser war mittels des „Gesetzes zur Wiederherstellung des Berufsbeamtentums“ aus dem Amt entlassen worden und veräußerte schließlich große Teile seines Hab und Guts, um seine Emigration aus Nazideutschland zu finanzieren, darunter auch die Römische Campagna. Das Ölgemälde wurde so eines von mehreren Objekten der am 9. Mai 1933 als „Sammlung und Bibliothek eines Berliner Kunstfreundes“ über die Internationale Kunst- und Auktionshaus GmbH in Berlin versteigerten Gegenstände. Vor 1945 gelangte es in die Sammlung von Conrad Doebbecke aus Berlin.
Doebbeke verkaufte das Werk – gemeinsam mit mehr als 100 anderen Werken großteils ungeklärter Herkunft (Provenienz) – im Jahr 1949 an die Stadt Hannover. Seit 1950 befand sich das Gemälde als Dauerleihgabe der Stadt in der Landesgalerie des Niedersächsischen Landesmuseums Hannover. Nachdem der Rat der Stadt Hannover das Gemälde als NS-verfolgungsbedingt entzogenes Kunstwerk im Sinne der Washingtoner Erklärung eingestuft hatte, wurde es am 24. September 2007 an die Erben des früheren Eigentümers restituiert.
In den Jahren 2008 und 2009 wurde im Zusammenhang mit der Ausstellung „Raub und Restitution. Kulturgut aus jüdischem Besitz von 1933 bis heute“ im Jüdischen Museum Berlin und dem Jüdischen Museums der Stadt Frankfurt am Main die Geschichte sowohl des Gemäldes als auch das Schicksal seines früheren Eigentümers thematisiert. Michael Dorrmann schrieb in dem Begleitbuch zur Ausstellung zum Thema Ein Corinth aus der Sammlung Glaser (siehe Literatur).
Das Bild wurde von den Erben im Februar 2010 über Sotheby’s in London versteigert.